# Paul Bar
Pour les articles homonymes, voir Bar.
Paul Bar ou Paul Jean Bar, né le 5 novembre 1853 à Paris et mort le 26 novembre 1945 à Paris, est un médecin obstétricien français, élève de Stéphane Tarnier, fondateur de l'obstétrique clinique (réunion de l'obstétrique et de la gynécologie).

## Enfance et formation
Fils de Jacques Nicolas Bar et de Marie Elisabeth Henry, il est externe des Hôpitaux de Paris en 1875, interne en 1876, docteur en médecine en 1881, chef de service des Maternités de Tenon, Saint-Louis et Saint-Antoine en 1885 et professeur agrégé de la Faculté de Paris en 1889.

## Biographie
À la suite des initiatives de Pierre-Constant Budin, il crée des consultations pour nourrissons qui ont pour mission de suivre les enfants nés à l’hôpital Saint-Antoine.
Il fut membre de l'Académie nationale de médecine en 1907 , et membre de la section d'accouchements (président en 1926).
Il fut aussi président du Comité National de l’Enfance, fondé par Paul Strauss en 1902 (initialement sous le nom de Ligue contre la mortalité infantile) pour mieux assurer la protection de la mère et de l’enfant, pour créer des crèches, des consultations de nourrissons, des consultations prénatales, et veiller à l’hygiène du lait.
Il est l'inventeur de la pince de Bar ou clamp Bar, toujours utilisé aujourd'hui lors des accouchements pour assurer le séchage du cordon ombilical.

## Distinction
- Commandeur de la Légion d'honneur par décret du 10 février 1923[3].

## Travaux
- Paul Bar, Recherches pour servir a l'histoire de l'hydramnios (pathogénie), Delahaye, 1881, 190 p. (présentation en ligne).
- Paul Bar, Des méthodes antiseptiques en obstétrique, A. Coccoz, 1883, 280 p. (présentation en ligne).
- Paul Bar, Le Basiotribe Tarnier : son mode d'emploi, les résultats qu'il permet d'obtenir, A. Delahaye et E. Lecrosnier, 1885, 26 p. (présentation en ligne).
- Paul Bar, Recherches expérimentales & cliniques pour servir a l'histoire de l'embryotomie céphalique, Asselin et Houzeau, 1889, 313 p. (présentation en ligne).
- Paul Bar, Notes d'obstétrique, Asselin et Houzeau, 1889, 109 p..
- Paul Bar, La maternité de l'Hôpital St.-Antoine : description - organisation - fonctionnement du 18 mai 1897 au 1er janvier 1900, Place de l'École-de-médecine, Asselin et Houzeau, Libraires de la Faculté de médecine, 1900, 166 p. (présentation en ligne).
- Paul Bar et R. Daunay, Chlorures urinaires et œdème pulmonaire chez une femme enceinte, 1903 (présentation en ligne).
- Paul Bar, Leçons de pathologie obstétricale : (2 volumes), 1907.
- Paul Bar, La Clinique Tarnier : conséquences de son organisation défectueuse : danger d'y créer un état d'encombrement (leçon faite à la Clinique Tarnier, le 26 novembre 1921), 1921, 75 p. (présentation en ligne).
- Marcel Metzger et Paul Bar, L'Accoucheur moderne, précis d'obstétrique avec dessins originaux par Adrien Metzger, F. Alcan, 1928, 603 p. (présentation en ligne).